# Поле Бродмана 8

Бічна поверхня мозку з полями Бродмана. (Поле 8 позначено у верхньому лівому куті.)

Поле 8 Бродмана (BA8) — одна з ділянок мозку, визначених ще в 1909 році Корбініаном Бродманом за допомогою цитологічних досліджень. Бере участь у плануванні складних рухів.

## Людини
Поле 8 Бродмана (BA8) - частина лобової кори в мозку людини. Розташоване спереду від премоторної кори (BA6), містить фронтальні очні поля (названі так тому, що вони, як вважається, відіграють важливу роль у контролі руху очей). Пошкодження в цій області, інсульт(як ішемічний, так і геморагічний), травми або інфекції, викликають тонічне відхилення очей в бік ураження. Ця симптоматика з'являється вже в перші години після ураження.

## Людиноподібні
Термін зона Бродмана 8 стосується цитоархітектонічно визначених полів у лобовій частці мавпи. Розташоване рострально до дугоподібної борозни, воно не було розглянуте Бродманом у 1909 році на предмет топографічної гомологічності (тотожності) полю 8 у людини.
Відмітні особливості Поля 8 Бродмана-1905: порівняно з полем Бродмана 6  зразка 1909 року, поле 8 має дифузний, але явно присутній внутрішній зернистий шар (IV); підшар ІІІВ зовнішнього пірамідального шару (III) має щільно розташовані середні пірамідні клітини, внутрішній пірамідальний шар (V) містить великі гангліозні клітини, розташованіх щільно разом із деякою кількістю  гранулярних (зернистих) клітин; зовнішній зернистий шар (II) є щільнішим та більшим; клітинні шари виглядають більш вираженими; і загальна кількість клітин дещо більша.

## Функції
Дослідження методом функціональної магнітно-резонансної томографії показало, що поле Бродмана 8 активується, коли випробовувані відчувають невизначеність, і в міру зростання невизначеності зростає й активація.
Альтернативна інтерпретація полягає в тому, що ця активація в лобовій корі активується сподіваннями, завищений рівень котрих позитивно корелює з невизначеністю.

## Зображення

Анімація.
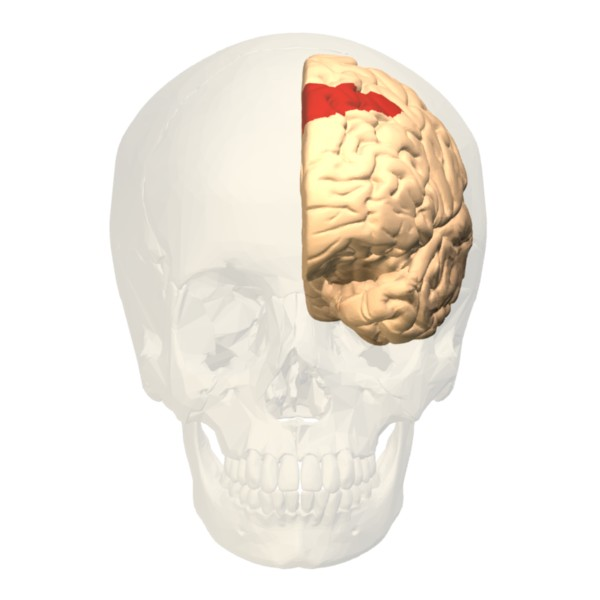
вид спереду.
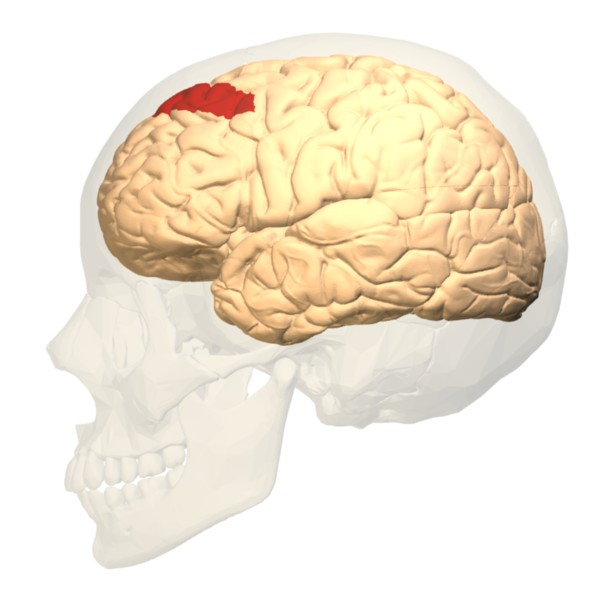
Боковий вигляд.
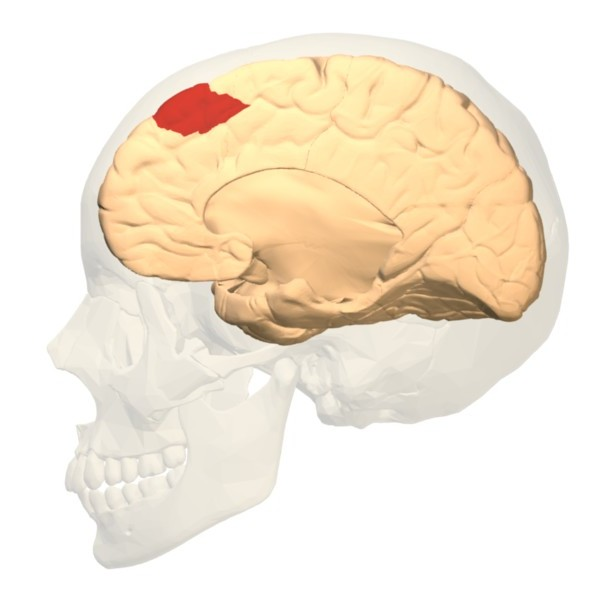
Медіальний вигляд.